# Municipalità locale di Phumelela
Phumelela è una municipalità locale (in inglese Phumelela Local Municipality) appartenente alla municipalità distrettuale di Thabo Mofutsanyane della provincia di Free State in Sudafrica. 
In base al censimento del 2001 la sua popolazione è di 50.907 abitanti.
La sede amministrativa e legislativa è la città di Vrede e il suo territorio si estende su una superficie di 7.550 km² ed è suddiviso in 7 circoscrizioni elettorali (wards). Il suo codice di distretto è FS195.

## Geografia fisica

### Confini
La municipalità locale di Phumelela confina a nord con quella di Lekwa (Gert Sibande/ Mpumalanga), a est con quelle di Pixley ka Seme (Gert Sibande/ Mpumalanga), Newcastle e Dannhauser (Amajuba/ KwaZulu-Natal), con quelle di Emnambithi/Ladysmith (Uthukela/ KwaZulu-Natal) e Maluti a Phofung e a ovest con quelle di Mafube (Fezile Dabi), Dihlabeng e Nketoana.

### Città e comuni
- Memel
- Thembalihle
- Vrede
- Warden
- Zamani
- Zenzeleni

### Fiumi
- Cornelis
- Dwaalspruit
- Dwarsspruit
- Elands
- Gansvleispruit
- Grootspruit
- Harts
- Holspruit
- Klip
- Kommandospruit
- Houthoekspruit
- Meul
- Modderspruit
- Ribbokspruit
- Rietspruit
- Rondawelspruit
- Rooinekspruit
- Rus se Spruit
- Spruitsonderdrif
- Vaalbankspruit
- Venterspruit
- Wildemanspruit
- Wilge

### Dighe
- Vrede Dam